# Solva laeta
Solva laeta är en tvåvingeart som beskrevs av Daniels 1977. Solva laeta ingår i släktet Solva och familjen lövträdsflugor. Inga underarter finns listade i Catalogue of Life.